# Markus Rothacher

Markus Rothacher (2017)

Markus Rothacher (* 1957 in Thun) ist ein Schweizer Geodät und war von 2009 bis 2022 Universitätsprofessor für Höhere Geodäsie an der ETH Zürich.
Seine Forschungsschwerpunkte liegen in der Satellitengeodäsie (Modellierung präziser GNSS-Ortungen, Bahnbestimmung, Atmospheric sounding), Bahnbestimmung und Erdrotation. Er ist Mitautor von 5 Fachbüchern und Verfasser von etwa 150 Publikationen in Fachjournalen. In der International Association of Geodesy (IAG) ist er für das „Global Geodetic Observing System“ (GGOS) verantwortlich und Mitglied mehrerer Kommissionen und Spezialstudiengruppen sowie in Deutschland der DGK.
Rothacher studierte Astronomie in Bern (1985 Lizentiat bei Gerhard Beutler), wechselte dann zur Satellitenstation Zimmerwald der Universität und 1990 zu einem USA-Forschungsaufenthalt am MIT. Er promovierte 1991 über Satellitenbahnen und leitete 1991–99 die Zimmerwalder GPS-Gruppe und die Weiterentwicklung der Berner GPS-Software. 1998 habilitierte er sich an der Univ. Bern und folgte 1999 einem Ruf an die TU München als Extraordinarius für Satellitengeodäsie (Nachfolge von Manfred Schneider) und als Leiter der Fundamentalstation Geodätisches Observatorium Wettzell.
2004/05 wurde er an der TU Berlin (Fakultät für Angewandte Geowissenschaften) Professor für Satellitengeodäsie und Erdsystemforschung und gleichzeitig Direktor des Departments „Geodäsie und Fernerkundung“ am GeoForschungsZentrum Potsdam. 2009 folgte er einem Ruf ans Institut für Geodäsie und Photogrammetrie der ETH Zürich als Prof. für Mathematische und Physikalische Geodäsie.
Rothacher ist Mitglied verschiedener internationaler Gremien der International Association of Geodesy (IAG), des IERS (derzeit auch Analysekoordinator) und im IGS-Bahndienst des GPS-Systems. Er ist auch Chair des IGGOS-Projekts der IAG.
Für 2018 wurde Rothacher die Vening Meinesz Medal zugesprochen.